# Ericeia perfidiosa
Ericeia perfidiosa là một loài bướm đêm trong họ Erebidae.